# Chiloscyllium punctatum
Chiloscyllium punctatum е вид хрущялна риба от семейство Hemiscylliidae. Видът е почти застрашен от изчезване.

## Разпространение и местообитание
Разпространен е в Австралия (Западна Австралия, Куинсланд и Северна територия), Виетнам, Индия, Индонезия (Папуа, Сулавеси, Суматра и Ява), Камбоджа, Китай, Малайзия, Папуа Нова Гвинея, Провинции в КНР, Сингапур, Тайван, Тайланд, Филипини и Япония.
Обитава пясъчните дъна на морета, заливи и рифове в райони с тропически климат. Среща се на дълбочина от 9,8 до 185,5 m, при температура на водата от 15,6 до 28,1 °C и соленост 33,4 – 35,5 ‰.

## Описание
На дължина достигат до 1,2 m.
Популацията на вида е намаляваща.